# Mariestad (stad)
Mariestad is de hoofdstad van de gemeente Mariestad in het landschap Västergötland en de provincie Västra Götalands län in Zweden. De plaats heeft 15.448 inwoners (2005) en een oppervlakte van 1096 hectare. Mariestad was de hoofdplaats van de voormalige provincie Skaraborgs län.
De stad werd gesticht in 1583 door Graaf Carl, de latere koning Karl IX. Zijn vrouw, Maria van de Palts, gaf haar naam aan de stad.
Mariestad is een van de twee steden in Zweden met een kathedraal maar geen bisschopszetel (de andere is Kalmar). Mariestad had alleen in de 17e eeuw een bisschop.

## Geografie
Mariestad ligt aan het Vänermeer en wordt elk jaar door vele toeristen bezocht.
De stad heeft een station op de spoorlijnen Mariestad - Gössäter (deels bestaand), Göteborg Västgöta - Gårdsjö / Gullspång (bestand), Göteborg - Gårdsjö / Gullspång (bestand) en Mariestad - Moholm (opgeheven).

## Verkeer en vervoer
Bij de plaats lopen de E20, Riksväg 26, Länsväg 201 en Länsväg 202.

## Geboren
- Sven-Åke Johansson (1943-2025), drummer, componist, schrijver en beeldend kunstenaar
- David Moberg Karlsson (20 maart 1994), voetballer

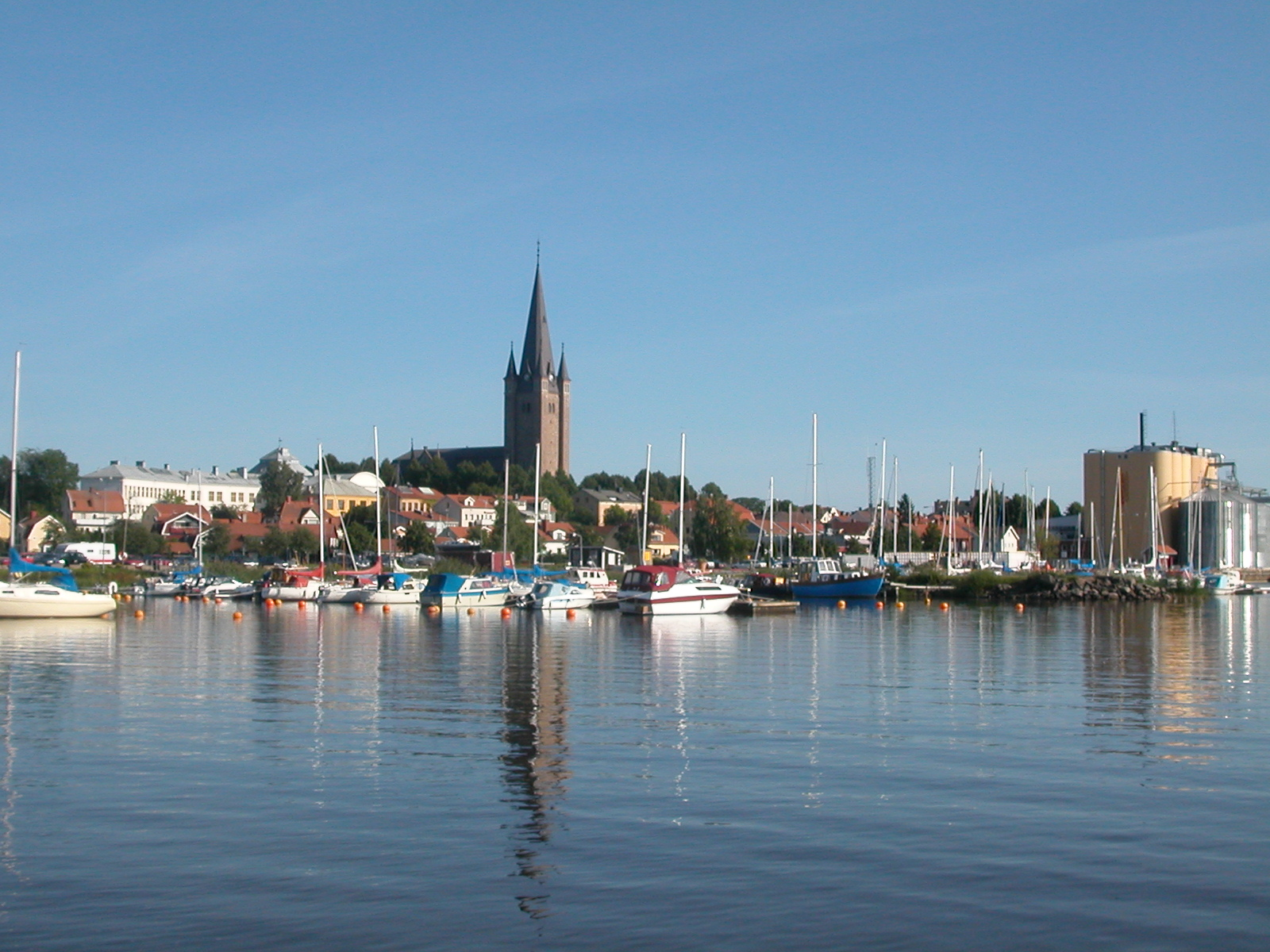
Skyline van Mariestad (2006)